# John Pescatore
John Anthony Pescatore (Cocoa Beach, 2 febbraio 1964) è un ex canottiere statunitense.
Pescatore era il capovoga dell'otto statunitense che vinse la medaglia d'oro ai mondiali del 1987 di Copenaghen e la medaglia di bronzo ai Giochi olimpici di Seul 1988 insieme a Mike Teti, Jonathan Smith, Ted Patton, Jack Rusher, Peter Nordell, Jeffrey McLaughlin, Doug Burden e Seth Bauer.
Partecipò anche a Barcellona 1992, gareggiando nel due senza classificandosi sesto, e prese parte all'otto ai mondiali del 1990, piazzandosi quinto. Durante il college, gareggiò per l'Università della Pennsylvania, dove fu capitano della squadra nell'ultimo anno e contribuì alla vittoria degli Eastern Sprints. Successivamente conseguì un master in insegnamento della matematica presso l'Università di San Francisco.
Mentre era ancora in attività, si dedicò anche all'allenamento lavorando con le matricole di Stanford dal 1988 al 1991. Successivamente divenne capo allenatore presso la St. Ignatius College Preparatory di San Francisco, fu assistente allenatore della squadra statunitense a Sydney 2000 e dell'Università della Pennsylvania, nel 2002 divenne capo allenatore a Yale.
Nel 2010 terminò la sua carriera da allenatore per dedicarsi alla famiglia, è sposato con Anne Martin, ex vogatrice olimpica nel 1988 e campionessa mondiale nel quattro senza pesi leggeri nel 1986.

## Palmarès
- Giochi olimpici

Seul 1988: bronzo nell'otto.
- Campionati del mondo di canottaggio

Copenaghen 1987: oro nell'otto.